# 努内斯·弗雷雷州长市
努内斯·弗雷雷州长市是巴西马拉尼昂州的一个市镇。总面积1037.121平方公里，总人口22589人，人口密度21.8人/平方公里。